# Salih Muslim Muhammad
Salih Muslim Muhammad (* březen 1951, Kobani) je vrcholným představitelem politické strany PYD (Sjednocená demokratická strana), která je rozhodující silou v kurdské oblasti Rojava na severu Sýrie. Salih Muslim je v občanské válce v Sýrii nejvýznamnějším představitelem syrské kurdské opozice.

## Osobní život
Jeho dětství je spojeno s městem Kobani a jeho okolím. V letech 1970–1977 vystudoval chemické inženýrství v Istanbulu. Mezi lety 1978–1990 pracoval v Saúdské Arábii a v roce 1993 si otevřel kancelář v Aleppu. Je ženatý a má čtyři děti, jeho syn Shervan zemřel v bojích YPG proti islamistické Al-Nusrá v roce 2013.

## Politická činnost
Členem nově vytvořené strany PYD se stal v roce 2003, v roce 2010 byl zvolen jejím předsedou. Poté, co byl i se ženou uvězněn, uprchl do kurdské části Iráku. V letech 2012–2015 se účastnil neúspěšného dialogu s tureckou vládou. Turecká vláda poté údajně plánovala jeho vraždu, ale tyto plány byly včas odhaleny tajnými službami dvou evropských států. Na konci roku 2016 na něj turecká vláda vydala zatykač, v únoru 2018 ho umístila na seznam nejnebezpečnějších teroristů a na jeho hlavu vypsala odměnu 4 milióny tureckých lir (asi 22 mil. Kč).
Salih Muslim je v současnosti častým hostem v evropských hlavních městech a na půdě různých evropských institucí. V únoru 2018 byl na soukromé konferenci v Praze a na žádost turecké strany byl policií zadržen, pražský soud však po dvou dnech rozhodl o jeho propuštění na svobodu.